# 정은실
정은실은 대한민국의 가수이다.

## 음반
- 2018년 정규 은실이 / 약속